# زلامانتس
زلامانتس (به چکی: Zlámanec) یک منطقهٔ مسکونی در جمهوری چک است که در ناحیه اوهرسکه هرادیشتی واقع شده‌است. زلامانتس ۸٫۱ کیلومتر مربع مساحت و ۲۹۲ نفر جمعیت دارد و ۲۵۴ متر بالاتر از سطح دریا واقع شده‌است.